# Copelatus vitraci
Copelatus vitraci är en skalbaggsart som beskrevs av Legros 1948. Copelatus vitraci ingår i släktet Copelatus och familjen dykare. Inga underarter finns listade i Catalogue of Life.